# Бон-Жезус-ду-Итабапуана
Бон-Жезус-ду-Итабапуана (порт. Bom Jesus do Itabapoana) — муниципалитет в Бразилии, входит в штат Рио-де-Жанейро. Составная часть мезорегиона Северо-запад штата Рио-де-Жанейро. Входит в экономико-статистический микрорегион Итаперуна. Население составляет 33 888 человек на 2007 год. Занимает площадь 598,401 км². Плотность населения — 56,63 чел./км².
Праздник города — 15 августа.

## История
Город основан 1 января 1939 года.

## Статистика
- Валовой внутренний продукт на 2005 год составляет 289 899 тысяч реалов (данные: Бразильский институт географии и статистики).
- Валовой внутренний продукт на душу населения на 2005 год составляет 8047,00 реалов (данные: Бразильский институт географии и статистики).
- Индекс развития человеческого потенциала на 2000 год составляет 0,746 (данные: Программа развития ООН).

## География
Климат местности: тропический. В соответствии с классификацией Кёппена, климат относится к категории Aw.